# Teodor Gălăbov
Teodor (Todor) Hristov Gălăbov (în bulgară Теодор (Тодор) Христов Гълъбов; n. 24 februarie 1870, Constantinopol, Imperiul Otoman – d. 4 martie 1935, Sofia, Regatul Bulgariei) a fost un stenograf bulgar, dezvoltator al teoriei și metodologiei stenografiei bulgare. Sub conducerea sa, a fost creat aranjamentul de tastatură bulgar⁠(d) pentru mașinile de scris. A fost conducătorul Departamentului de stenografie al Adunării Naționale a Bulgariei, lector la Facultatea de Istorie și Filologie a Universității din Sofia.

## Biografie
S-a născut la 25 februarie 1870 la Istanbul. A absolvit gimnaziul din Kalofer în 1885.
După terminarea studiilor superioare, a lucrat ca stenograf. În perioada anilor 1899-1924 a fost șef al biroului stenografic și al departamentului stenografic al Adunării Populare din Bulgaria. A ținut prelegeri despre stenografie la Universitatea Liberă. A fost președintele comisiei de examen al profesorilor de stenografie la Ministerul Învățământului Public. A înființat Institutul Stenografic Bulgar și a fost imediat numit director al acestuia. De asemenea, a fost președinte al societăților stenografice bulgare „Gabelsberger” și „Bărzopis” («Бързопис»). A fost membru de onoare al Federației Spaniole de Stenografie (din 1907) și membru de onoare al Societății Internaționale de Stenografie „Gabelsberger”. De la 13 martie 1923 până în 1927 a fost conferențiar de stenografie – înregistrarea discursurilor, istoria stenografiei și metodelor stenografiei – la Facultatea de Istorie și Filologie a Universității din Sofia.
În 1893 și 1906-1907, Gălăbov a fost redactorul și unul dintre autorii revistei Bărzopis. În 1903 a fost unul dintre autorii Ghidului de ortografie stenografică generală bulgară (în bulgară Упътване за общ български стенографски правопис), publicat de Ministerul Educației și Științei din Bulgaria⁠(d). În 1924-1926 a fost angajat al revistei „Stenografsko spisanie” (în bulgară Стенографско списание). În 1933 a colaborat cu Buletinul Institutului Stenografic Bulgar (în bulgară Бюлетин на Българския стенографски институт). A scris cartea Primul manual de stenografie (în bulgară Първа стенографна читанка).
Gălăbov este, de asemenea, cunoscut ca dezvoltatorul aranjamentului de tastatură bulgar pentru mașinile de scris, recunoscută ca fiind la fel de ergonomică ca și Dvorak⁠(d). Dezvoltarea acestui aranjament datează din 1907; Gălăbov a analizat 10 mii de cuvinte din limba bulgară pentru a evalua frecvența literelor, după care a dezvoltat aranjamentul bulgar pentru zece degete, care a devenit standard în Bulgaria (BDS).
```
ы у е и ш щ к с д з ц
я а о ж г ь т н в м ч
ю й ъ э ф х п р л б
```

Cu acest aranjament, bulgarii au câștigat multiple concursuri internaționale de tapare, înregistrând o viteză de peste 1.000 de caractere pe minut.
Gălăbov a decedat la 4 martie 1935 la Sofia. La 23 martie 2017 a fost numită în memoria sa o culme⁠(d) de pe Insula Alexandru I din Antarctica.